# Christian Heigelin
Christian von Heigelin, barone di Eyben, (Stoccarda, 15 dicembre 1744 – Napoli, 15 marzo 1820), è stato un banchiere e diplomatico tedesco.

## Biografia
Figlio di un ricco fornaio di Stoccarda che riforniva le truppe, iniziò i suoi studi a Tubinga, dove fu compagno di scuola di Karl Eberhard von Wächter. Proseguì la sua formazione con un apprendistato commerciale a Ginevra che lo fece entrare in contatto con gli ambienti mercantili livornesi e più in generale italiani.
Si trasferì a Napoli con la famiglia poco dopo il 1760, dove intraprese l'attività commerciale, diventando nel tempo socio in affari del ricco mercante inglese Charles Cutler, attivo a Napoli alla fine del XVIII secolo. Heigelin servì come console generale danese a Napoli dal 1787 al 1804 presso la corte del Regno delle Due Sicilie.
Iniziato alla massoneria da Raimondo di Sangro, diede vita, assieme al Gran Maestro Francesco d'Aquino di Caramanico, alla Gran Loggia di Napoli e Sicilia.
Durante la repubblica partenopea del 1799, temendo di essere arrestato come realista, partì da Napoli a bordo di una nave danese e riparò dapprima a Livorno e poi a Pisa, per rientrare a Napoli solo con la restaurazione.
Collezionista e mecenate, la sua villa extra moenia sulla collina di Capodimonte, con le sue collezioni d'arte e il lussureggiante parco circostante, dal sapore massonico-iniziatico, divenne un centro della vita sociale e culturale napoletana, luogo di incontro di molti viaggiatori di passaggio dal nord Europa fra cui Johann Wolfgang von Goethe, Percy Bysshe Shelley e Cagliostro.
Pare anzi che sia stato ospite di Heigelin anche il giovane Wolfgang Amadeus Mozart che fu a Napoli insieme col padre tra il maggio e il giugno del 1770.
Nella sua collezione di dipinti contemporanei, in cui erano inclusi quadri di Jakob Philipp Hackert e Giovanni Battista Lusieri, compariva l'olio Goethe nella campagna romana di Johann Heinrich Wilhelm Tischbein.